# Calamyzas amphictenicola
Calamyzas amphictenicola är en ringmaskart som beskrevs av Arwidsson 1932. Calamyzas amphictenicola ingår i släktet Calamyzas och familjen Syllidae. Arten är reproducerande i Sverige. Inga underarter finns listade i Catalogue of Life.